# Hangargi, Basavana Bagevadi
Hangargi là một làng thuộc tehsil Basavana Bagevadi, huyện Bijapur, bang Karnataka, Ấn Độ.